# Tornare (film)
Pour les articles homonymes, voir Tornare.
Pour plus de détails, voir Fiche technique et Distribution.
Tornare est un film italien réalisé par Cristina Comencini, sorti en 2019.

## Synopsis
Alice McNellis, une journaliste de quarante ans, revient à Naples pour les funérailles de son père, un militaire qui travaillait sur une base de l'OTAN. Elle y rencontre Marc Bennet, un personnage sombre, qui parvient lentement à se rapprocher d'elle. Dans la maison familiale, elle se remémore les souvenirs de sa jeunesse. 

## Fiche technique
- Titre : Tornare
- Réalisation : Cristina Comencini
- Scénario : Giulia Calenda et Cristina Comencini
- Musique : Gabriele Coen et Mario Rivera
- Photographie : Daria D'Antonio
- Montage : Patrizio Marone
- Production : Lionello Cerri et Cristiana Mainardi
- Société de production : Lumière & Company et Rai Cinema
- Pays :  Italie
- Genre : Giallo
- Durée : 107 minutes
- Dates de sortie : 
  -  Italie : 26 octobre 2019 (Festa del cinema di Roma), 4 mai 2020 (Internet)

## Distribution
- Giovanna Mezzogiorno : Alice McNellis adulte
- Vincenzo Amato : Marc Bennet
- Beatrice Grannò : Alice McNellis à 18 ans
- Clelia Rossi Marcelli : Alice McNellis à 10 ans
- Marco Valerio Montesano : Marc Bennet à 18 ans
- Trevor White : Patrick McNellis
- Antonio Acampora : Marc Bennet à 10 ans
- Tim Ahren : Adam
- Barbara Ronchi : Virginia
- Lynn Swanson : sœur Catherine

## Distinctions
Le film a été nommé pour cinq Rubans d'argent.